# Cerodontha siwalikensis
Cerodontha siwalikensis este o specie de muște din genul Cerodontha, familia Agromyzidae, descrisă de Singh și Garg în anul 1970. Conform Catalogue of Life specia Cerodontha siwalikensis nu are subspecii cunoscute.